# 葛坡镇
葛坡镇，是中华人民共和国广西壮族自治区贺州市富川瑶族自治县下辖的一个乡镇级行政单位。

## 行政区划
葛坡镇下辖以下地区：
葛坡街社区、林桂村、宅祥村、极乐村、山塘村、斑竹村、岐山村、深坡村、马坪村、上洞村、合洞村、马槽村和楼村。

## 中国传统村落
2013年8月，深坡村被评为第二批中国传统村落。